# Cinnamate de benzyle
Le cinnamate de benzyle est l'ester dérivé de l'acide cinnamique et de l'alcool benzylique, de formule brute C16H14O2.

## Occurrence naturelle
Le cinnamate de benzyle est présent dans de nombreuses résines d'origine végétale. Il se trouve dans le baume du Pérou et le baume de Tolu, dans le benjoin de Sumatra et de Penang, et comme constituant principal du baume de Copahu.

## Synthèse
Le cinnamate de benzyle peut être préparé en chauffant le chlorure de benzyle et le cinnamate de sodium (en excès) dans l'eau à 100-115 °C ou bien en chauffant ce dernier avec le même chlorure de benzyle en excès, en présence de diéthylamine.

## Utilisation
Le cinnamate de benzyle est utilisé dans les parfums orientaux. Il est utilisé comme agent aromatisant ainsi que comme fixateur.